# James Farnell

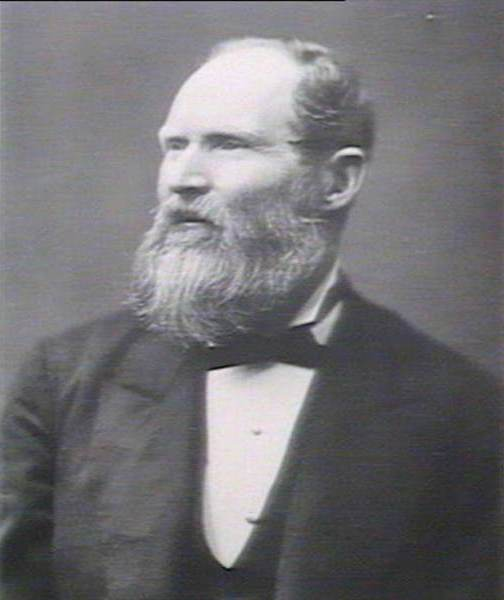
James Farnell

James Squire Farnell (* 25. Juni 1825 in St Leonards, Sydney, New South Wales; † 21. August 1888 in Petersham, Sydney, New South Wales) war ein australischer Politiker, der zwischen 1860 und seinem Tode 1888 28 Jahre lang Mitglied im Parlament von New South Wales sowie von 1877 bis 1878 achter Premier von New South Wales war. Er war der erste Premier, der in Australien geboren wurde.

## Leben

### Berufliche Tätigkeiten, Mitglied des Parlaments und Kabinettsmitglied von New South Wales
James Squire Farnell war der Sohn des Brauers Thomas Charles Farnell und dessen Ehefrau Mary Ann Squire, deren Vater James Squire (1754–1822) als Strafgefangener 1787 mit der First Fleet zur Besiedlung nach Australien gebracht wurde und die erste Brauerei Australiens gründete. Nach dem Schulbesuch in Parramatta bereiste er als Viehtreiber weite Teile von New South Wales und wurde dadurch zum Fachmann für die Wildnisregionen des Outback. Zu Beginn des Goldrausches ging er 1848 nach Kalifornien, kehrte aber bald darauf nach New South Wales zurück und unternahm eine Reise nach Neuseeland. Nach seiner neuerlichen Rückkehr gründete er 1850 eine Farm in Kissing Point bei Sydney, wo er 400 Acres von seiner Mutter geerbt hatte.
Am 2. Mai 1860 wurde er erstmals Mitglied im Parlament von New South Wales und vertrat in der Legislativversammlung (New South Wales Legislative Assembly) zunächst bis zum 10. November 1860 den Wahlkreis St Leonards. Er gehörte der Legislativversammlung mehr als 28 Jahre lang bis zu seinem Tode am 21. August 1888 an und vertrat in dieser Zeit die Wahlkreise Parramatta (24. November 1864 bis 28. November 1874), St Leonards (21. Dezember 1874 bis 23. November 1882), New England (16. Dezember 1882 bis 7. Oktober 1885) sowie zuletzt vom 5. Februar 1887 bis zu seinem Tode den Wahlkreis Redfern. Zwischenzeitlich gehörte er vom 25. November 1885 bis zum 17. November 1887 dem Legislativrat (New South Wales Legislative Council), der ersten Kammer des Parlaments an. In den 1860er Jahren war er Direktor der Dampfschifffahrtsgesellschaft Parramatta River Steam Co. sowie in den 1870er Jahren sowohl Direktor der Bank- und Handelsvorsorgegesellschaft des öffentlichen Dienstes (Civil Service Banking and Commercial Provident Society) als auch Treuhänder und Vorsitzender der Baugesellschaft des öffentlichen Dienstes (Civil Service Building Society). Er übernahm am 14. Mai 1872 sein erstes Regierungsamt und war bis zum 8. Februar 1875 im ersten Kabinett von Premier Henry Parkes Sekretär für Ländereien (Secretary for Lands). Während dieser Zeit fungierte er zwischen dem 9. Mai und dem 26. Juli 1874 in Personalunion auch als Sekretär für Bergbau (Secretary for Mines).

### Premier von New South Wales

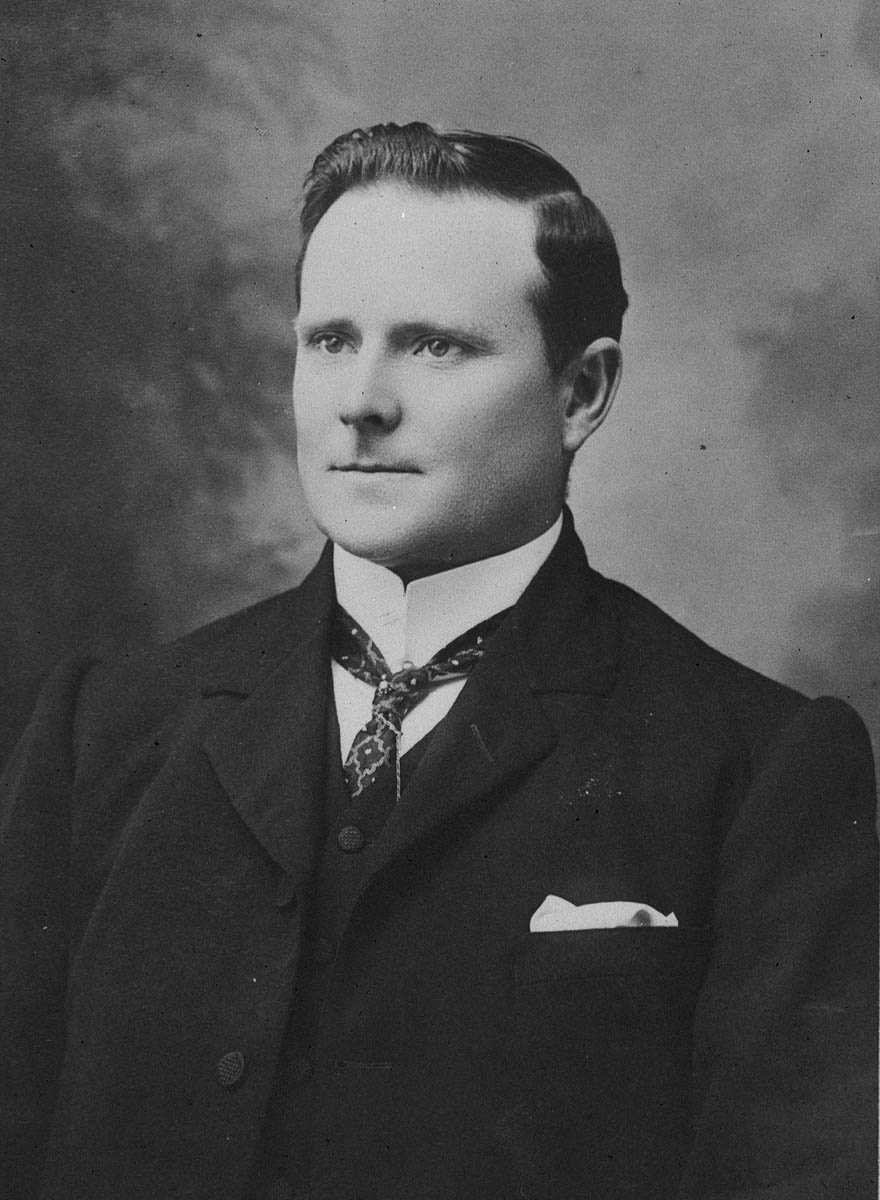
Farnells Sohn Frank Farnell war mit Unterbrechungen zwischen 1887 und 1903 ebenfalls Mitglied der Legislative Assembly.

Nachdem er in der Legislativversammlung zwischen dem 13. Dezember 1876 und dem 12. Oktober 1877 als Chairman of Committees Vorsitzender der Ausschüsse war, löste Farnell am 18. Dezember 1877 John Robertson ab und übernahm selbst das Amt als achter Premier von New South Wales war. Dieses Amt bekleidete er bis zum 20. Dezember 1878 und wurde danach von Henry Parkes abgelöst. Er war der erste Premier, der in Australien geboren wurde. In seinem Kabinett fungierte er zwischen dem 18. Dezember 1877 und dem 20. Dezember 1878 auch wieder als Sekretär für Ländereien. 
James Farnell engagierte sich als Freimaurer und war Mitglied der Leinster Marine Lodge, 1876 Provinz-Großmeister der Irish Constitution sowie 1877 erster Großmeister der Grand Lodge of New South Wales. Er fungierte als Kommissar für die Weltausstellung Melbourne International Exhibition (1880) und zeitweise Präsident von The Sydney Club sowie Mitglied der 1874 gegründeten Linnean Society of New South Wales, die Pflege und das Studium der Wissenschaft der Naturgeschichte in allen ihren Zweigen fördert. Er bekleidete vom 5. Januar 1883 bis zum 6. Oktober 1885 im Kabinett von Premier Alexander Stuart noch einmal den Posten als Sekretär für Ländereien. In dem darauf folgenden Kabinett von Premier George Dibbs von der Protectionist Party übernahm er vom 7. bis 9. Oktober 1885 für drei Tage den Posten als Justizminister (Minister of Justice) und war zugleich als Representative of Government Vertreter der Regierung. Bei seinem Tode hinterließ er ein Vermögen von 55.810 Pfund.
Aus seiner am 23. Juni 1853 in Sydney geschlossenen Ehe mit Margaret O’Donnell gingen fünf Söhne und sechs Töchter hervor, darunter Frank Farnell (1861–1929), der mit Unterbrechungen zwischen 1887 und 1903 ebenfalls Mitglied der Legislative Assembly war.

## Hintergrundliteratur
- David Clune, Ken Turner (Herausgeber): The Premiers of New South Wales. Volume 1: 1856–1901, The Federation Press, Sydney, 2006